# Histoire de Rome

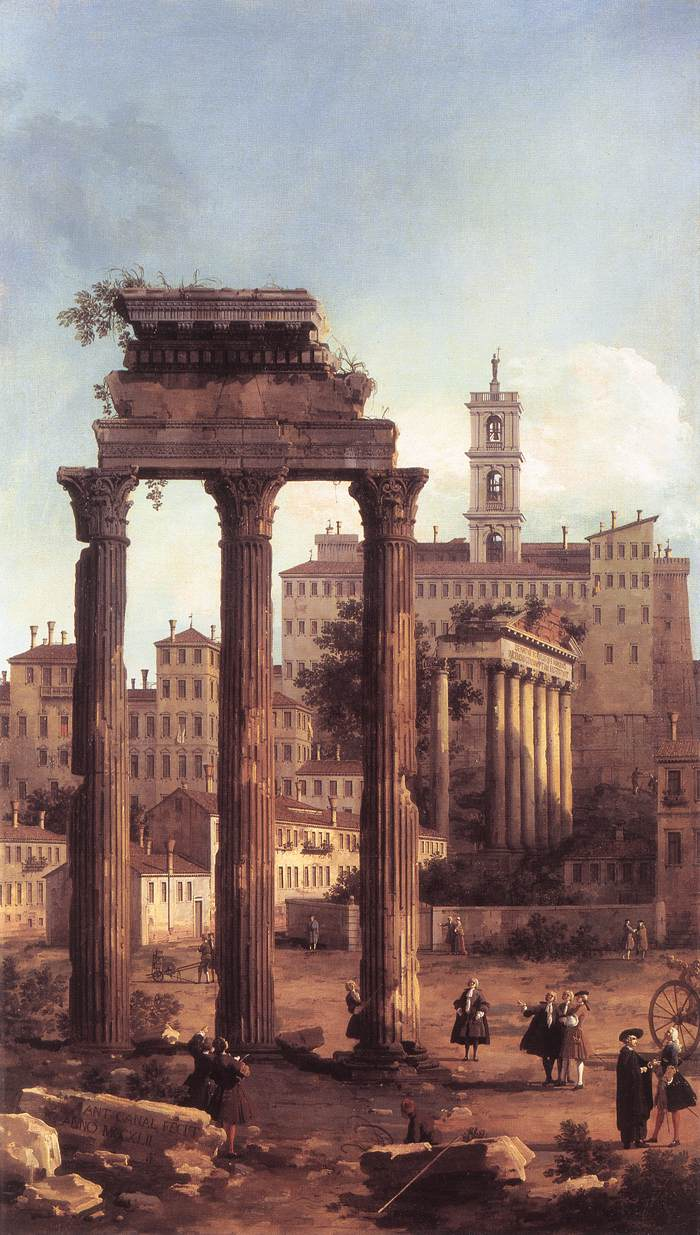
Les ruines du Forum face au Capitole par Canaletto (1742).

 (avril 2011).
Si vous disposez d'ouvrages ou d'articles de référence ou si vous connaissez des sites web de qualité traitant du thème abordé ici, merci de compléter l'article en donnant les références utiles à sa vérifiabilité et en les liant à la section « Notes et références ».
L'histoire de la ville de Rome est ancienne et complexe. Le présent article traite principalement des origines de la ville, du développement de la République romaine, de la naissance et du déclin de l'Empire romain.
Stratégiquement bien placée, Rome n'est pas née de rien. L'apparition de la ville de Rome est le résultat de la lente agrégation de peuples cousins, voisins, tantôt ennemis, tantôt alliés commerciaux. Globalement, la civilisation étrusque occupait le territoire à une époque dont on date les plus anciennes traces italiques. Le déclin des Étrusques ira de pair avec l'affirmation de la culture latine, elle-même étant la synthèse de toutes les influences que le Latium aura vu se croiser.

## Implantation latino-falisque
Les premières implantations dans la zone du Latium par des populations italiques indo-européennes, les Latins, remontent à l'âge du bronze (2400 av. J.-C. - 800 av. J.-C.).
À l’origine, les Latins occupaient seulement une zone très limitée, dite latius vetus, tandis que dans les environs vivaient de nombreux groupes ethniques, dont le plus influent était celui des Étrusques. Quand commença la phase « historique » des peuples installés dans la péninsule, alors que les Falisques occupaient la vallée du Tibre entre les monts Cimini et les Sabatini, les Latins occupaient seulement une petite zone, qui allait de la rive droite de la partie finale du cours du Tibre, des monts Albains jusqu’à la côte de la mer Tyrrhénienne.
Leur territoire était limitrophe de celui des Étrusques dont la zone d'influence commençait immédiatement sur la rive septentrionale du Tibre. Les Volsques, d’origine osque, occupaient la partie méridionale du Latium et les monts Lépins ; les Aurunces la côte tyrrhénienne à cheval sur l’actuelle limite entre le Latium et la Campanie ; au nord, sur les monts Apennins, se trouvaient les Sabins ; à l’est les Aequiens. Dans la vallée du Trero, les Herniciens contrôlaient la route commerciale vers la Campanie, et entre Ardea et Anzio étaient installés les Rutules.
Les premiers campements latins s'installèrent sur le mont Palatin vers le Xe siècle av. J.-C. mais s'étendirent rapidement dans les zones voisines, sur l'Esquilin et sur le Quirinal. Le choix initial n’était certainement pas le plus salubre ; la zone était couverte de marais et d’étangs, même s’il était cultivable grâce à la grande disponibilité en eau. Il fut probablement choisi pour sa position à proximité de l’île tibérine et par la possibilité de franchissement à gué du Tibre à cet endroit, une situation qui, par la suite, se révéla précieuse en raison de sa bonne situation sur les routes commerciales de l’époque.
L'île, qui constituait le dernier gué avant l'embouchure du fleuve, était devenue le point d’intersection de deux axes commerciaux importants : l’un, fluvial, reliant la côte à l’intérieur de la Sabine, était utilisé pour le commerce du sel qui représentait dans l’Antiquité un aliment fondamental pour la vie humaine. L’autre, routier, reliant l’Étrurie aux comptoirs et aux villes grecques de Campanie, servait aux échanges commerciaux entre ces deux populations. Contrôler l'île signifiait maîtriser les échanges qui y transitaient et c’est très probablement de là que vient l'importance de Rome à ses débuts.

## Fondation de la ville

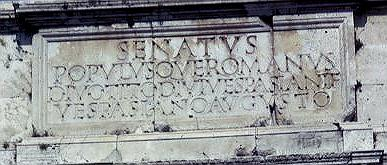
Senatus Populusque Romanus.

La fondation de Rome est légendaire ; elle est attribuée à Romulus, descendant d'Enée. Romulus aurait été élevé par une louve, avec son frère Rémus. La tradition populaire généralement admise – et reprise aussi par Varron (qui dans le De lingua latina jeta les bases de l'étude linguistique du peuple latin) – veut qu'elle ait été fondée par Romulus le 21 avril 753 av. J.-C. ; après avoir tué son frère. Dans ses Annales, Ennius situe la fondation en 875 av. J.-C., tandis que Fabius Quintus se rapproche de la position de Varron la situant en 748 av. J.-C. Déterminer la date exacte de la naissance de Rome n'a jamais été une tâche facile pour les historiographes, Lucius Cincius Alimentus (auteur d'écrits en forme d'annales) et l’historien grec Timée de Tauroménion (qui vécut environ au troisième siècle av. J.-C.) plaçaient respectivement en 729 av. J.-C. et en 814 av. J.-C. la fondation de la future « ville éternelle » (pour Timée, donc, elle est presque contemporaine de celle de Carthage).
D'un point de vue scientifique, on admet que Rome est née de l'association des tribus de la région (et de la réunion des villages qui occupaient le sommet des collines) vers le VIIIe siècle av. J.-C. ; il faut y voir une décision stratégique et politique plutôt que la construction d'une cité ex nihilo. Ainsi commença la période de la « Rome carrée », ainsi nommée d'après la forme carrée du mont Palatin, même si on ne peut pas encore parler d'une véritable ville. Le développement de cette implantation commence sous la domination étrusque. Les fouilles menées autour du Forum Boarium (Marché aux bœufs) et du Forum Romanum (Forum de Rome) démontrent une occupation d'abord relativement fruste, puis une influence reliée à la culture étrusque, notamment de nombreux fragments de céramique architectonique, contemporaine d'une évolution dans les modes funéraires. Au cours du VIIIe siècle av. J.-C., l'urbanisation gagne les grands centres italiens, formant un chapelet de cités commerciales, unies par les échanges mais non fédérées. L'enjeu stratégique de la future Rome explique en grande partie la domination progressive de la culture étrusque dans cet embryon de ville. Rapidement, la société se diversifie, la population croît, et la monarchie s'impose.

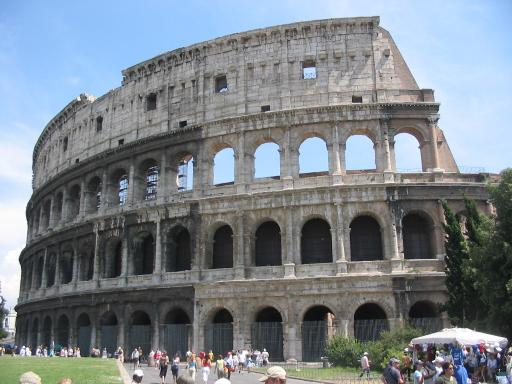
Le Colisée, symbole de la Rome antique.

Romulus sera le premier roi de Rome et six autres monarques lui succéderont, eux aussi probablement d’origine étrusque. À chaque souverain, on attribue généralement une contribution particulière dans la naissance et la création des institutions romaines et dans le développement socio-politique de la cité : Romulus est considéré comme le fondateur de la ville, à laquelle il donna ses principales institutions civiles et le Sénat, Numa Pompilius créa les principales institutions religieuses (parmi lesquelles le temple de Janus, le culte des vestales, la charge de Grand Pontife - pontifex maximus - la subdivision de l’année en douze mois avec, précisément réglementées, toutes les fêtes et célébrations religieuses), Tullus Hostilius, en battant les Sabins et en conquérant Alba Longa, amorça l'expansion territoriale dans le Latium, à Ancus Marcius on doit la fondation du port de Rome par excellence, Ostie, Tarquin l'Ancien érigea le temple de Jupiter et construisit le cloaca maxima, Servius Tullius divisa la population citadine en cinq classes de cens et construisit la première enceinte fortifiée (les murailles serviennes dont on peut observer quelques vestiges à l'intérieur du Forum Termini) ; le dernier roi fut Tarquin le Superbe qui, à cause de son comportement arrogant et de son mépris envers les citoyens et les institutions romaines, sera chassé par le peuple en 509 av. J.-C.
La déposition du dernier roi de Rome coïncida avec une période de fort déclin des Étrusques : ceux-ci en effet, dans leur expansion vers le sud, arrivèrent au contact des Grecs. À la suite d'un premier conflit avec les colons commença la décadence. Rome réussit ainsi à se libérer du joug étrusque, après avoir chassé Tarquin le Superbe. Les Étrusques laissèrent une influence durable sur Rome. Les Romains apprirent d'eux à construire des temples, et leur doivent l'introduction du culte d’une triade de dieux (Junon, Minerve et Jupiter) : Uni, Menrva et Tinia. Ils transformèrent Rome d'une communauté de bergers en une ville. Ils servirent encore d'intermédiaires dans la transmission d'éléments empruntés à la culture grecque, notamment une version occidentale de l’alphabet grec.

## Organisation sociale
Le pivot de l’organisation sociale était constitué par la famille, qui n'était pas fondée seulement sur les liens du sang, mais aussi sur un rapport juridique de patria potestas. Le chef en était le pater familias, auquel faisaient allégeance les fils, l’épouse, les filles, les petits enfants, leurs épouses, les esclaves, les liberti et les clients.
Les diverses familles, selon les liens du sang, constituaient les gentes.
Le droit romain attribuait seulement à ces gentes la personnalité juridique. Très vite, Rome se peupla d’autres personnes, qui n'étaient ni esclaves, ni membres des gentes : ce n'étaient pas des patriciens et ils furent donc appelés plébéiens. Les plébéiens étaient des hommes libres, mais ils ne pouvaient pas fonder à leur tour une gens.
L'autorité du pater familias sur sa famille était illimitée, tant en droit civil qu'en droit pénal. L'autorité du roi était circonscrite aux devoirs militaires, à la politique étrangère et à arbitrer les conflits entre gentes.
Le peuple de Rome était à l'origine divisé en trois tribus (Ramnenses, Titientes, Luceres), principalement dans l'objectif du recrutement militaire, organisé en centuries.
Les rois tentèrent d’affaiblir le pouvoir du patriciat, dans le but de reconnaître des gens d’origine étrangère, les genti minori.

## République romaine

### Alliances et émergence de Rome
Après l'an 509 av. J.-C., Rome s'allia avec d'autres villes latines pour leur défense commune contre les incursions des Sabins, tandis qu’entre-temps, avant 400 av. J.-C., la puissance étrusque était confinée à l'intérieur de l'Étrurie. Rome commençait à émerger comme la ville dominante du Latium, mais en 387 av. J.-C. (ou en 390 ?) elle fut mise à sac par des envahisseurs gaulois conduits par Brennos qui avait déjà envahi l'Étrurie. Par la suite et durant toute l'époque républicaine, l’État romain reprit l'offensive et mena une longue série de guerres : il conquit l'Étrurie, prit des territoires aux Gaulois dans le nord et soumit les autres Latins et les populations samnites au sud. En 290 av. J.-C. plus de la moitié de la péninsule était dominée par Rome. Au milieu du IIIe siècle av. J.-C. même les cités grecques furent soumises.
Les guerres contre les diverses cités italiennes, celles contre les Gaulois, les guerres puniques et celle contre la Macédoine, permirent de consolider la domination sur l'Italie et d'entamer l'expansion en Espagne et en Macédoine. La date marquante de cette expansion en Méditerranée est l'an 146 av. J.-C., année au cours de laquelle, après un siège de trois ans et trois guerres menées pendant un siècle contre Rome, Carthage tomba définitivement et fut complètement rasée par les légions romaines de Scipion Émilien ; Corinthe, ville symbole de la résistance grecque à la politique d’expansion romaine, fut également conquise et détruite ; par ces deux grandes victoires, Rome transforma son rôle de puissance régionale en Méditerranée occidentale en celui de superpuissance incontestée dans l'ensemble du bassin méditerranéen, qui depuis lors prit le nom de mare nostrum. Les classes dirigeantes s’ouvrirent à l'influence de la culture grecque et des œuvres d'art et d'artisanat artistique furent importées en grand nombre de Grèce et des provinces orientales de culture hellénique. Les grandes puissances hellénistiques en Orient (Empire séleucide, royaume de Macédoine, royaume d'Égypte ptolémaïque) sont battues ou vassalisées et l'Armée macédonienne qui domine depuis deux siècles les champs de bataille méditerranéens surclassée par les légions romaines, moins meurtrières mais bien plus mobiles et flexibles.
Les problèmes induits par une expansion aussi importante que soudaine que dut affronter la République furent énormes et de plusieurs sortes : les institutions romaines étaient jusqu'alors conçues pour administrer une cité-État ; désormais les provinces (comparables aux colonies des États modernes, à ne pas confondre avec les colonies romaines proprement dites, lesquelles étaient des implantations de citoyens romains à plein titre, cives optimo iure, hors du territoire public de la République mais relevant de l'administration directe de l'État romain) s'étendaient de l'Ibérie, à l'Afrique, à la Grèce et à l'Asie.

### Arrivée massive d'esclaves et bouleversement économique et social
Les guerres continuelles, à l'intérieur et à l'extérieur, mirent en outre sur le « marché » un très grand nombre d’esclaves, lesquels furent usuellement employés dans les exploitations agricoles des patriciens romains, avec des répercussions importantes sur le tissu social. En effet, les petits propriétaires terriens furent rapidement en crise à cause de la concurrence accrue des latifundia esclavagistes (qui produisaient pratiquement à coût zéro), ce qui entraîna la concentration des terres cultivables en peu de mains et l'afflux d'une grande quantité de marchandises à bas prix, et engendra la naissance d'un sous-prolétariat urbain : les familles obligées de quitter les campagnes se réfugiaient dans l'Urbs, où elles ne trouvaient ni travail, ni logement, ni de quoi se nourrir, ce qui provoqua de dangereuses tensions sociales habilement exploitées par les politiciens les plus madrés. La structure originelle de la famille, des relations sociales et de la culture romaine en fut profondément bouleversée.

### Rome et l'hellénisation
Le contact avec une civilisation grecque plus évoluée et l'arrivée dans la ville de très nombreux esclaves helléniques (souvent plus cultivés et instruits que leurs maîtres) causèrent chez le peuple romain, en particulier dans la classe dirigeante, des sentiments et des passions ambivalents : d'une part on voulait (et réussi en grande partie à la fin) rajeunir, rénover, les mœurs rurales romaines -mos maiorum- en introduisant des usages et des connaissances en provenance de l'Orient, ce qui permit d'accroître de façon significative le niveau culturel des Romains, au moins chez les patriciens - introduction de la philosophie, de la rhétorique, de la littérature et de la science grecques - mais cela engendra aussi une « décadence » des valeurs morales traditionnelles, dont témoigne la diffusion de coutumes et d'habitudes nouvelles. Tout cela provoqua une vive résistance de la part des milieux les plus conservateurs de la communauté romaine. Ceux-ci se liguèrent contre les cultures étrangères accusées d'être responsable de la corruption des coutumes, d'indécence, d'immoralité, de sacrilège envers les rites religieux romains.
Ces deux camps opposés furent représentés par deux groupes aux visions radicalement contraires : le cercle culturel des Scipions, qui donna à Rome quelques-uns de ses chefs militaires les plus doués (Scipion l'Africain en premier), et le cercle de Caton l'Ancien, lequel lutta de façon acharnée contre l'hellénisation de l'art de vivre romain avec une ténacité et une vigueur légendaires (ou décriée selon les points de vue), pour la restauration du mos maiorum le plus ancien, authentique et originel, cet ensemble de coutumes et d'usages typiques de la Rome archaïque qui, selon Caton, avaient permis au peuple romain de rester uni face à l'adversité, de vaincre toutes sortes d’ennemis, de soumettre le monde à sa volonté. Ce conflit entre nouveaux et anciens ne s'apaisa pas jusqu'à la fin de la République ; au contraire, cette opposition entre « conservatisme » et « progressisme » perdura dans l’histoire romaine, même à l'époque impériale.
La petite propriété terrienne mise en état de crise par les exploitations agricoles patriciennes (qui exploitaient le travail des esclaves), et les nouvelles influences culturelles provoquèrent de fortes tensions sociales à l'intérieur de la société romaine.
Au Ier siècle av. J.-C., la République commença à se fissurer, les personnages les plus influents, affirmant fortement leur pouvoir personnel et se faisant les interprètes des besoins des masses défavorisées ou de la nécessité de maintenir le pouvoir aux mains des gentes les plus importantes et les plus riches, conduisirent à la guerre civile. La République dut également affronter une révolte des esclaves menée par Spartacus. Celle-ci est écrasée au prix de plusieurs massacres : Pompée exterminera cinq mille esclaves en Étrurie et Crassus en fera crucifier six mille autres, tout au long de la Via Appia.
D'autres conquêtes suivirent, la Gaule par Jules César, et les Romains allèrent jusqu'en Syrie et en Arménie.
- Histoire de la République romaine
- Institutions de la République romaine

## Histoire médiévale

### Rome sous le contrôle des Barbares et des Byzantins

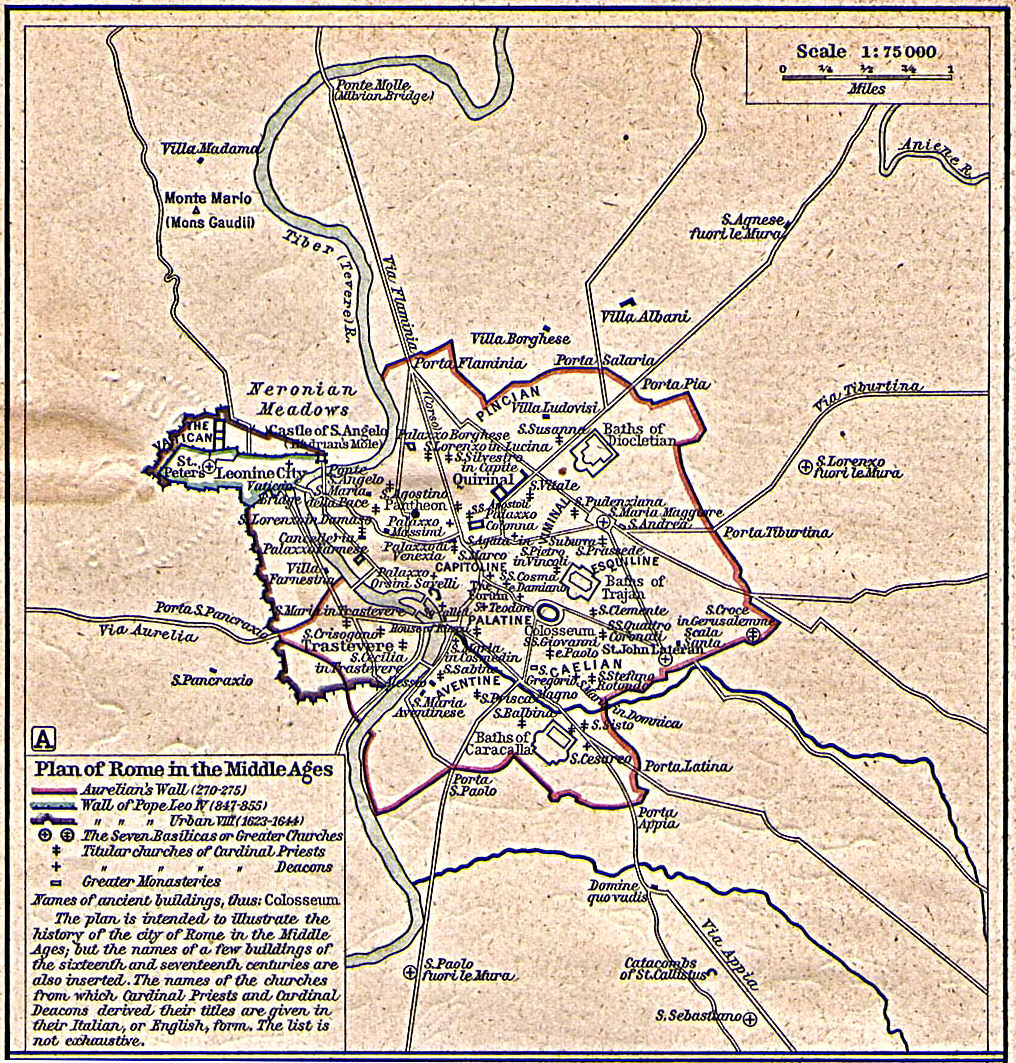
Rome au Moyen Âge

La chute de l'Empire romain d'Occident ne changea pas beaucoup les choses pour Rome. Odoacre et donc les Ostrogoths continuèrent, comme les autres empereurs, à gouverner l'Italie depuis Ravenne. Entre-temps, le Sénat, bien que privé depuis longtemps de ses pouvoirs, continuait seul à administrer Rome, et le Pape était généralement issu d'une famille sénatoriale. Cette situation perdura jusqu'à ce que l'Empire romain d'Orient, sous le règne de Justinien Ier, prit la ville en 536.
Cependant la confrontation entre les Ostrogoths et les Byzantins s'exacerba, entraînant une série de guerres qui dévastèrent Rome et les territoires environnants.
En 546 les Ostrogoths de Totila reprirent et saccagèrent la ville. Le général byzantin Bélisaire reprit Rome, mais encore une fois les Ostrogoths l'occupèrent en 549. Bélisaire fut remplacé par Narsès, qui arracha une fois pour toutes Rome des mains des Ostrogoths en 552. Comme résultat de la guerre permanente autour de Rome entre 530 et 550, la ville tomba en décadence, abandonnée et désolée.
L'empereur byzantin Justinien Ier (527-565) garantit des subsides à Rome pour entretenir les bâtiments publics, les aqueducs et les ponts. Ceux-ci dans le contexte d'une Italie appauvrie par les guerres récentes, n'étaient pas toujours suffisants. Justinien parraina également des savants, orateurs, médecins et législateurs publics dans l'espoir que très vite davantage de jeunes auraient recherché une meilleure éducation. Après les pierres, le Sénat fut rétabli sur le papier, mais sous l'autorité d'un préfet et d'autres officiers nommés par les autorités byzantines à Ravenne.
De toute façon, le pape était devenu l'une des principales figures religieuses de tout l'empire byzantin, et en réalité plus puissant à Rome que les sénateurs restants, ou que les officiers byzantins. En pratique, le pouvoir local à Rome était dans les mains du pape, et au cours des décennies suivantes, beaucoup des possessions de l’aristocratie sénatoriale et de l’administration byzantine furent absorbées par l’Église.
Le règne du neveu de Justinien, son successeur, Justin II (565-578) verra les invasions des Lombards conduits par Alboïn (568), qui s'emparèrent des régions de Lombardie, Piémont, Toscane, Spolète et Bénévent, réduisant le pouvoir impérial à de petits territoires essentiellement côtiers, comme ceux de Ravenne, Naples et Rome. La seule ville de l’intérieur restée sous le contrôle byzantin était Pérouse, chef-lieu de la dernière bande de terre qui reliait Rome à Ravenne. En 578 et en 580, le Sénat, dans l'un de ses derniers actes enregistrés, dut solliciter le soutien de Tibère II Constantin de Byzance (578-582), contre les menaces voisines, le duc Faroald Ier de Spolète et le duc Zotton de Bénévent.
L'empereur Maurice (582-602) donna un nouveau cours au conflit en s'alliant avec Childebert II d'Austrasie (579-595). Les armées du roi franc envahirent les territoires des Lombards en 584, 585, 588 et 590. Entre-temps Rome souffrit beaucoup d'une désastreuse inondation du Tibre en 589, suivie de la peste en 590. À noter la légende de l’apparition, alors que le pape Grégoire Ier (590-604) à peine élu passait en procession près du tombeau d'Hadrien, d'un ange planant sur les constructions et dégainant son épée flamboyante comme signe que la peste allait cesser. Au moins la ville fut sauvée de la conquête des Barbares.
Agilulf, le nouveau roi lombard (591-616) réussit à établir la paix avec Childebert, réorganisa ses territoires et reprit les hostilités contre Naples et Rome à partir de 592. Avec l'empereur préoccupé par les guerres sur les frontières orientales et l'incapacité des exarques successifs à protéger Rome des invasions, Grégoire prit une initiative personnelle pour commencer les négociations d'un traité de paix. Conclu à l'automne 598 ce dernier n'obtint qu'ensuite la reconnaissance de Maurice Ier, mais il dura jusqu'à la fin de son règne.
La position du patriarche de Rome se renforça sous le règne de l'usurpateur Phocas (602-610). Phocas reconnut sa primauté sur le patriarche de Constantinople et proclama le pape Boniface III (607) comme le « chef de toutes les Églises ».
Durant le VIIe siècle, un afflux d'officiers et de clercs byzantins venus d'autres régions de l’empire renforça l'influence de la langue grecque dans les hautes sphères de l’Église. Cette forte influence culturelle byzantine n'amena toutefois pas toujours l'harmonie entre Rome et Constantinople. Dans la controverse sur le monothélisme les papes étaient soumis à de fortes pressions (parfois contraints par la force) dès qu'ils ne s'alignaient pas sur les positions théologiques changeantes de Constantinople. En 653, le pape Martin Ier fut déporté à Constantinople et, après un jugement, exilé en Crimée où il est mort.
En 663, Rome reçut la visite de Constant II, première visite impériale depuis deux siècles. Mais le profond fossé culturel (l'empereur parlait grec) ainsi que le peu d'aide concrète apportée firent de ce voyage un fiasco. Pendant le demi-siècle qui suivit, à part quelques tensions, Rome et la papauté préférèrent continuer à suivre le gouvernement byzantin, en partie parce que l'alternative était le gouvernement lombard, et en partie parce que l'approvisionnement des Romains venait pour l'essentiel de domaines de la papauté situés dans d'autres régions de l’Empire, en particulier en Sicile.
En 727, le pape Grégoire II refusa d'accepter le décret de l’empereur Léon III qui établissait l'iconoclasme. Léon tenta, sans succès, d'imposer l'iconoclasme à Rome par la force des armes. Il confisqua les domaines du pape en Sicile et transféra les terres précédemment ecclésiastiques de l’empire au patriarche de Constantinople. En pratique, Rome était expulsée de l'Empire byzantin.
Cela laissa Rome complètement aux mains des forces locales pour sa protection contre les invasions des Lombards, désormais encouragées même par les Byzantins. De nouvelles protections étaient nécessaires, et finalement, en 753, le pape Étienne II poussa Pépin le Bref, roi des Francs à attaquer les Lombards avec la bénédiction de la papauté.
Le lundi 23 août 846, une flotte barbaresque accoste à l'embouchure du Tibre, met à sac la ville d'Ostie, puis lance un raid terrestre qui pille la basilique Saint-Pierre de Rome et la basilique Saint-Paul-hors-les-Murs (voir Sac de Rome (846)), situées alors hors des murs de la Ville.
Le pape Léon IV commanda alors la construction d'un mur défensif partant du mausolée d'Hadrien, contournant la basilique Saint-Pierre, puis revenant au Tibre. Financé par l'empereur Lothaire Ier qui ordonna un impôt spécial dans tout son empire, l'ensemble de cette fortification reçut le nom de cité léonine.
En 849 une flotte musulmane s'approcha de nouveau du port d'Ostie, avec les mêmes buts que précédemment, mais fut durement éprouvée par une tempête, puis détruite par une flotte chrétienne.

### La Rome des papes et de la Renaissance

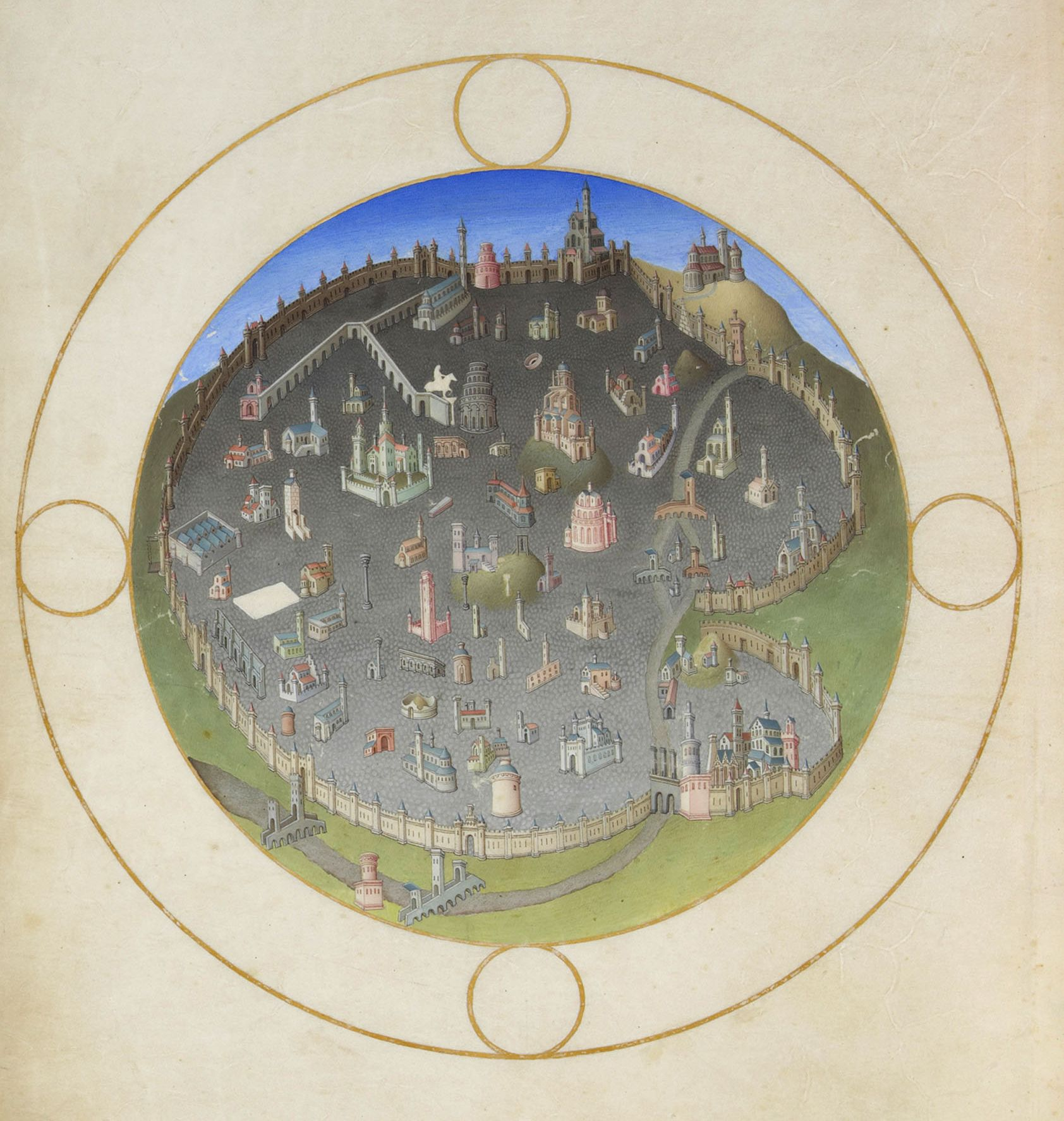
Plan médiéval de Rome, extrait des Très Riches Heures du duc de Berry, musée Condé, Ms.65, f.141, vers 1411-1416.

Les historiens parlent d’une sorte d'échange entre les milieux pontificaux et les Francs, les premiers concédant aux seconds, à Pépin le Bref d’abord et à Charlemagne ensuite, le charisme impérial, qui devait les rattacher à l'Empire romain « d'Occident » pour la défense de la chrétienté, et recevant en retour la reconnaissance d'une prétendue « donation de Constantin » en faveur du pouvoir temporel de l’Église sur la ville de Rome et les territoires avoisinants.
Le pouvoir croissant du pape l'amena inévitablement à affronter l'Empire byzantin, irrité du rôle politique toujours plus ouvertement et librement assumé par l'Église, le conflit culmina dans la controverse sur l’iconoclastie, refusée par le pape Grégoire II. L'empereur byzantin Léon III, finit par exclure Rome de l'Empire, si bien que Rome ne put alors compter que sur son alliance avec les Francs, grâce auxquels la ville ne tomba pas aux mains des nombreux ennemis qui l'entouraient.
C’est à cette époque que furent effectivement constitués les États pontificaux, dont Rome était la capitale, qui devint rapidement le centre mondial du christianisme de rite latin. Le pouvoir du pape ne lui permettait pas encore de gouverner ni de défendre l'État, mais il devait rapidement s'accroître et les expériences républicaines perdirent de l'importance, jusqu'à leur disparition complète. 
Quand Pépin III défit les Lombards en 756, Rome devint la capitale des États pontificaux, une entité territoriale au moins nominalement gouvernée par la papauté. En pratique, le gouvernement de la ville était disputé par de nombreuses factions de la noblesse romaine, le pape, le Saint-Empire romain germanique et, occasionnellement, des insurrections républicaines.
Après la suppression de la République de 1434, la papauté soumit le gouvernement de Rome à la bureaucratie ecclésiastique. À cette époque, Rome devint le centre mondial du christianisme et joua un rôle politique qui en fit une des villes les plus importantes du vieux continent. À l'époque de la Renaissance, Rome devint également un très important foyer culturel, qui disputait à Florence et à Venise les innovations artistiques les plus significatives. Dans les arts, si Florence était le berceau de l’humanisme et de la Renaissance, Rome le fut aussi à partir du XVe siècle, et, par la suite au XVIIe siècle, elle allait devenir le centre du baroque, dont l'architecture influença beaucoup ses quartiers.
Durant le XVIe siècle, suivant Jean Delumeau, et en dépit du sac de 1527, « c'est proprement une ville nouvelle qui s'est élevée […] : 54 églises, dont Saint-Pierre ; une soixantaine de palais, dont le Vatican ; 20 villas aristocratiques ; des logements pour 50 000 nouveaux habitants ; 2 quartiers nouveaux ; plus de 30 rues neuves ; 3 aqueducs […] ; au moins 35 fontaines ». De 55 000 habitants vivant dans « 9 285 case » vivant à Rome en 1526, la population passe à environ 45 000 en 1555 — conséquence du sac de 1527 et de l'épidémie de peste qui s'ensuivit — mais croît ensuite pour atteindre 100 000 à la fin du siècle.
En juillet 1555, le pape Paul IV révoque les droits concédés aux Juifs et ordonne la création du ghetto de Rome dans une partie du centre de la ville délimitée par le Portico di Ottavia. La population juive y sera regroupée et vivra dans des conditions très pénibles. En 1360, les hommes et femmes de confession israélite devaient porter à Rome des surcots rouges.

## Histoire contemporaine

### Rome durant l'unification de l'Italie

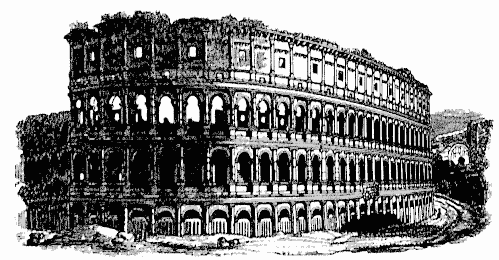
Le Colisée sur une estampe du XIXe siècle.

À la fin du XVIIIe et au XIXe siècle, les mouvements révolutionnaires caractérisant cette époque n'ont pas exclu Rome. Le gouvernement des papes fut interrompu par la courte existence de la République romaine (1798) instituée par des envoyés du Directoire. L'organisation politique était inspirée du modèle de la Révolution française. La ville de Rome fut également le chef-lieu du département de Rome durant l'Empire français, de 1809 à 1814.
Une autre République romaine surgit en 1849, dans le courant des révolutions de 1848. Deux des plus influentes figures de l’unification italienne, Giuseppe Mazzini et Giuseppe Garibaldi, combattirent pour l'éphémère république. Mazzini fut nommé triumvir avec Carlo Armellini et Aurelio Saffi.
Le pape s’opposa au processus d’unification de l’Italie qui allait conduire à la réunification de toute la péninsule sous le contrôle des Savoie. Le retour du pape Pie IX à Rome, avec l'aide des troupes françaises en 1850, exclut Rome du processus d’unification qui se traduisit par la deuxième guerre d'indépendance italienne et par l’expédition des Mille, à la suite de laquelle toute la péninsule italienne, excepté Rome et Venise, fut réunifiée sous le règne des Savoie.

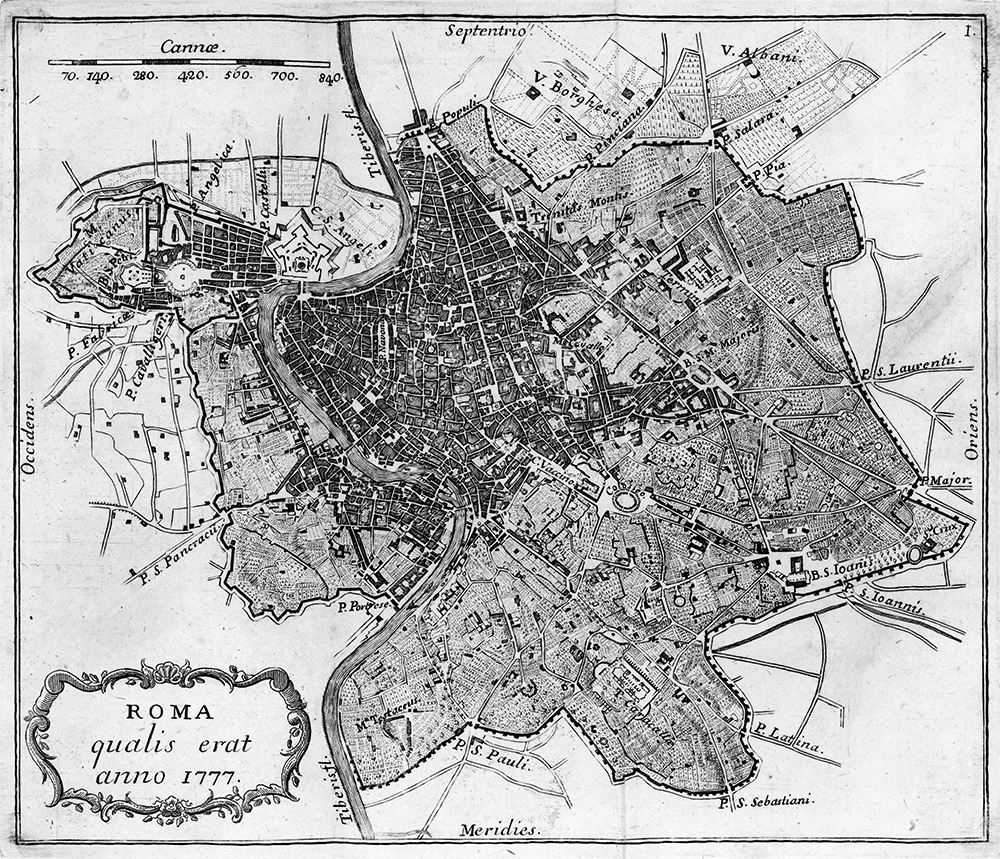
Plan de Rome - 1777.

En 1870 à la suite de la défaite française devant la Prusse, la France n'était plus en mesure de protéger les États pontificaux. L'armée italienne entra dans Rome (prise de Rome) par la Porte Pie le 20 septembre, après trois heures de canonnade. Rome et le Latium furent annexés au royaume d'Italie.
À l'origine, le gouvernement italien avait offert à Pie IX de conserver la Ville léonine, mais le pape refusa l'offre parce qu'y souscrire aurait signifié accepter la souveraineté de l’Italie sur son domaine. Pie IX se déclara prisonnier au Vatican, même si en réalité il n’était pas empêché d’entrer ni de sortir. La capitale du royaume fut officiellement transférée de Florence à Rome seulement en 1871.

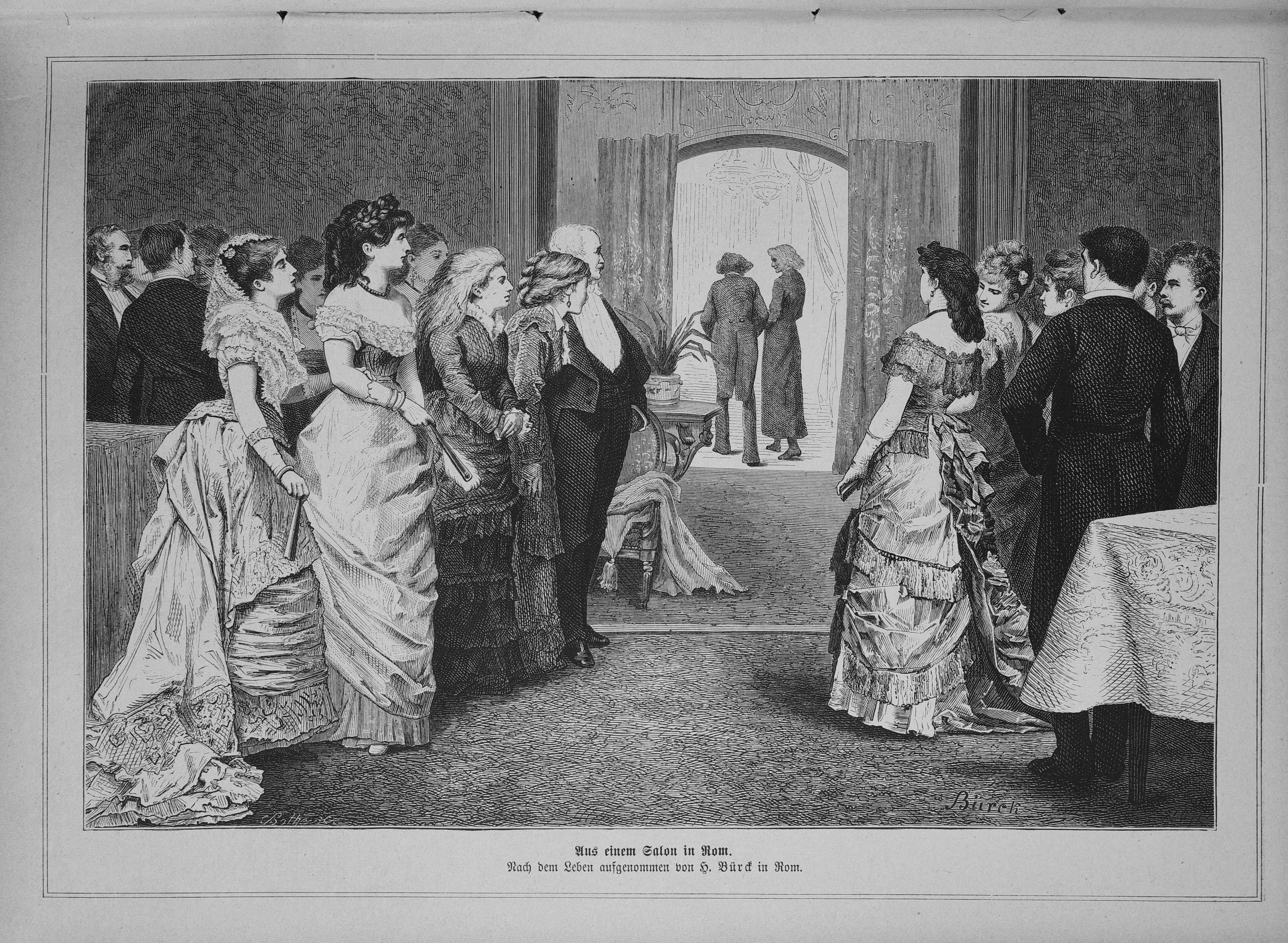
Salon de la noblesse romaine, Die Gartenlaube, 1877.

La ville que les Savoie choisirent comme capitale de l'Italie en 1871 était bien loin de posséder les qualités d’une capitale européenne. Histoire, ruines et pittoresque à volonté - mais aucune trace de bourgeoisie libérale, une noblesse bigote et ignorante, une foule de prêtres et de sœurs qui vivaient des rentes des biens ecclésiastiques, un peuple ignorant et miséreux (celui-là même à qui Giuseppe Gioacchino Belli avait érigé le monument de ses Sonnets) – moins de 250 000 habitants, analphabètes à 70 %, malaria et des brigands aux abords à peine franchie la porte San Paolo, aucune industrie au sens moderne du terme.
En 1874, la municipalité de Rome porte un coup majeur à l'encontre du Carnaval de Rome qui était une grande fête populaire. Elle interdit son événement final et principal revenant chaque année : la course de chevaux libres via del Corso. Cette interdiction contribuera à faire disparaître cette fête. Elle est aujourd'hui oubliée du grand public.
En trente ans, jusqu’en 1900, la population a doublé, ainsi que la ville bâtie et Rome entre dans la civilisation moderne et reprend sa croissance.

### La ville contemporaine

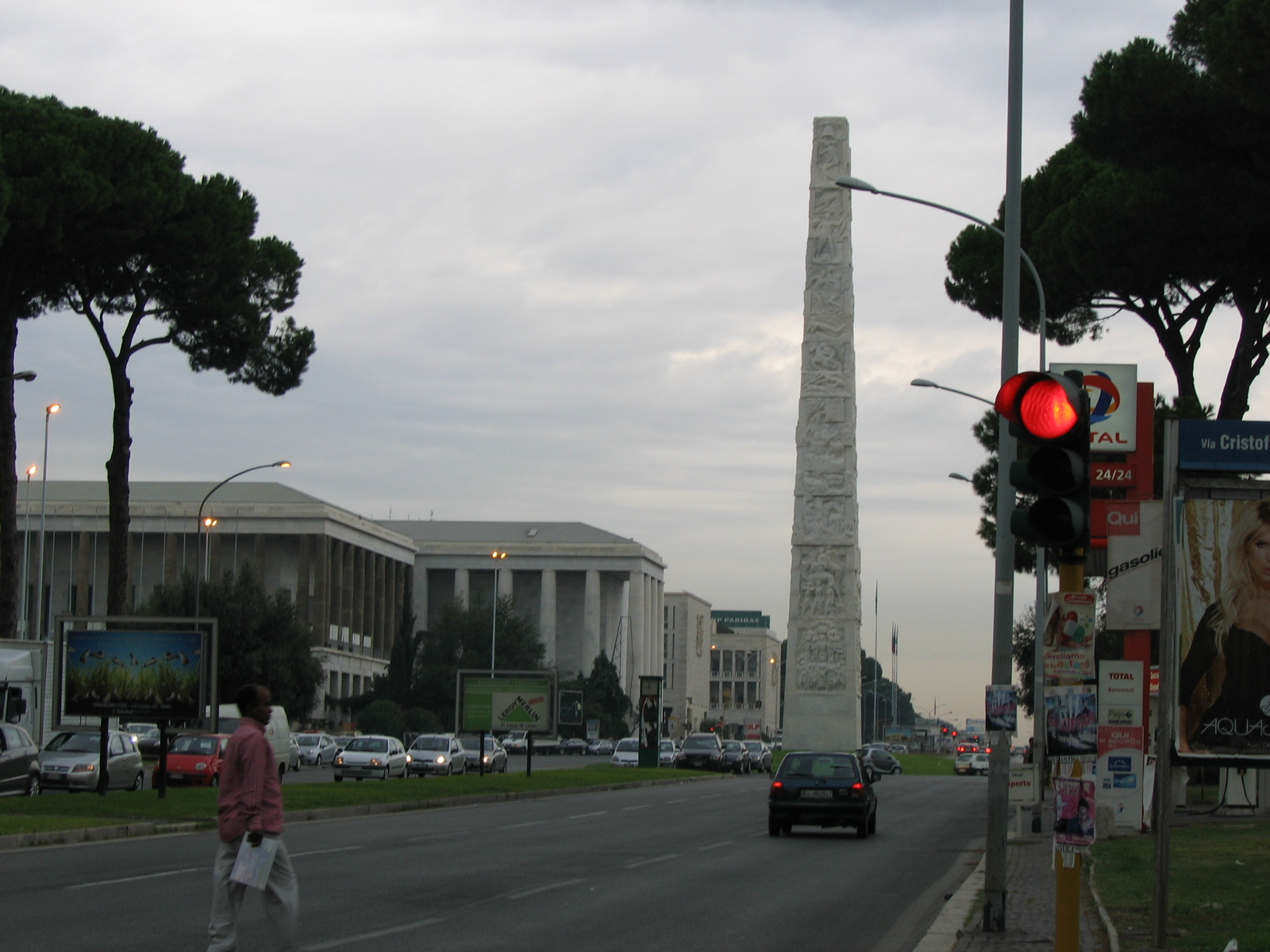
Quartier de l'EUR.

La Rome d’aujourd’hui reflète les stratifications des époques de sa longue histoire, mais c'est aussi une grande métropole moderne. Le vaste centre historique contient de nombreux vestiges de la Rome antique, quelques vestiges de l'époque médiévale, de nombreux trésors artistiques de la Renaissance, nombre d’églises et de palais baroques, avec beaucoup d'exemples de l’Art nouveau, du néoclassicisme, du modernisme, du rationalisme et d’autres styles artistiques des XIXe et XXe siècle, la ville peut être considérée comme une sorte d’encyclopédie vivante de 3 000 ans d’art occidental.
Le centre historique s’identifie avec les limites des antiques ousmoutou impériales. Certaines zones ont été restructurées à la suite de la réunification (1880-1910 Rome Umbertina), et quelques adjonctions et adaptations furent réalisées pendant la période fasciste, avec la création de la Via dei Fori Imperiali et Via della Conciliazione face au Vatican (pour la construction de laquelle une grande partie du Borgo adjacent fut détruite ; et la fondation de nouveaux quartiers (parmi lesquels Eur (construit en vue de l’Exposition universelle de 1942), San Basilio, Garbatella, Cineville, Trullo, Quarticciolo, et, sur la côte, la restructuration d'Ostie) et l'annexion des villages limitrophes (Labaro, Osteria del Curato, Quarto Miglio, Capannelle, Pisana, Torrevecchia, Ottavia, Casalotti). Cela a entraîné une extension vers le sud-est, le long des voies Tiburtine, Prenestine, Casiline, Appia Nouvelle. La ville a dépassé le cours de l’Aniene d'un côté et s'est étendue vers la mer de l'autre, au nord-ouest elle a englobé Monte Mario. Ces extensions étaient nécessaires pour faire face à la grande croissance démographique due à la centralisation de l’État italien.
Durant la Seconde Guerre mondiale, Rome a souffert de lourds bombardements (notamment à San Lorenzo) et de batailles (Porta San Paolo, La Storta) et fut déclarée « ville ouverte ». Cependant, Rome évita une destruction totale comme à Berlin ou Varsovie. La ville tomba aux mains des Alliés le 4 juin 1944. Ce fut la première capitale d’une puissance de l’Axe à tomber.
Après la guerre, Rome continua à s'étendre du fait de l'administration croissante et de l'industrie italienne, avec la création de nouveaux quartiers et faubourgs. La population actuelle est officiellement d'environ 2,8 millions d'habitants, mais les jours ouvrables, on estime qu'elle dépasse 3,5 millions. C'est une croissance notable comparée au passé, en effet le nombre d'habitants était de 138 000 en 1825, de 244 000 en 1871, de 692 000 en 1921 et de 1 600 000 en 1961. Tout autour de la ville, s’est créé un réseau de quartiers périphériques en continuelle expansion, ce qui a engendré une série de problèmes sociaux et économique.
Rome accueillit les Jeux olympiques d'été de 1960, utilisant de nombreux sites antiques comme la villa Borghèse et les thermes de Caracalla pour les accueillir. Pour ces Jeux olympiques de nouvelles structures ont été créées, comme le Stadio Olimpico, le grand stade olympique (qui fut par la suite encore rénové et agrandi pour accueillir les qualifications et la finale de la Coupe du Monde de football de 1990 de la FIFA), le village olympique (créé pour héberger les athlètes et transformé après les jeux en un quartier résidentiel).
Beaucoup de monuments de Rome ont été restructurés par l’État italien et par le Vatican à l'occasion du Jubilé de 2000.
Capitale de l’Italie, Rome accueille les principales institutions de la nation, comme la présidence de la République, le gouvernement et les ministères, le parlement, les principales cours judiciaires, et les délégations diplomatiques de toutes les nations auprès de l’État italien et du Vatican (curieusement, Rome accueille dans la partie italienne de son territoire, l’ambassade italienne auprès du Vatican, cas unique d’une ambassade installée à l’intérieur des frontières de son propre pays). De nombreuses institutions internationales ont leur siège à Rome, institutions culturelles, scientifiques ou humanitaires comme la FAO.
Aux élections municipales du 19 juin 2016, pour la première fois de leur Histoire pluri-millénaires, les Romains élisent une femme à la tête de leur ville : Virginia Raggi (du Mouvement 5 étoiles).
Aujourd’hui, Rome est l’une des plus importantes destinations touristiques du monde, grâce à son immense patrimoine archéologique et à ses trésors artistiques, mais aussi pour ses traditions uniques et la beauté de ses vues et de ses villas. Parmi les curiosités les plus intéressantes, il y a de nombreux musées (musées Capitolins, musée du Vatican, Galerie Borghèse, et beaucoup d’autres), des églises, des constructions historiques, les monuments et les ruines du Forum romain et des Catacombes.
Parmi les centaines d’églises, Rome héberge les quatre principales basiliques de l’Église catholique :
- Saint-Pierre du Vatican ;
- Saint-Paul-hors-les-murs ;
- Sainte-Marie Majeure ;
- Saint-Jean de Latran, siège du diocèse de Rome et centre spirituel de l’Église catholique.

L’évêque de Rome est le Pape, assisté d’un vicaire (normalement un cardinal) pour ses activités pastorales. Rome est l'unique ville au monde qui contienne un État (le Vatican) dans ses limites communales.